# Claude Choules
Claude Stanley Choules (phát âm /ˈʃuːlz/; 3 tháng 3 năm 1901 –  5 tháng 5 năm 2011) là cựu chiến binh cuối cùng của thế chiến I trên thế giới,. Ông cũng là cựu chiến binh còn sống cuối cùng phục vụ trong cả hai chiến tranh thế giới, và là seaman cuối cùng từ thế chiến I. Vào thời điểm ông mất, ông cũng là cựu chiến binh lớn tuổi nhất được xác nhận trên thế giới và là người đàn ông lớn tuổi nhất còn sống được biết đến ở Australia. Ông đã là người thọ thứ 7 thế giới. Choules đã trở thành người thọ nhiều tuổi nhất ở Vương quốc Anh sau cái chết của Stanley Lucas vào ngày 21 tháng 6 năm 2010. Choules qua đời ở Perth, Tây Úc, ở tuổi 110.